# Кучерявый, Николай Данилович
Николай Данилович Кучерявый (21 августа 1924 - 19 августа 1944) — младший сержант Рабоче-крестьянской Красной Армии, участник Великой Отечественной войны, Герой Советского Союза (1945).

## Биография
Николай Кучерявый родился 21 августа 1924 года в селе Мазуровка (ныне — Тульчинский район Винницкой области Украины). После окончания начальной школы работал в колхозе. В начале Великой Отечественной войны оказался в оккупации, после освобождения в марте 1944 года его родных мест добровольно пошёл на службу в Рабоче-крестьянскую Красную Армию. Окончил школу младших командиров. К августу 1944 года гвардии младший сержант Николай Кучерявый командовал отделением 132-го гвардейского стрелкового полка 42-й гвардейской стрелковой дивизии 40-й армии 2-го Украинского фронта. Отличился во время освобождения Румынии.
19 августа 1944 года отделение Кучерявого участвовало в прорыве вражеской обороны в районе города Пашкани. После артподготовки Кучерявый поднял своих бойцов в атаку и захватил первую линию траншей. После этого продвижение вперёд остановилось из-за массированного пулемётного огня и густых минно-проволочных заграждений. В этот критический момент Кучерявый бросился на заминированную проволоку, ценой своей жизни проделав проход для всей роты. Похоронен в деревне Сочь в 10 километрах к юго-западу от Пашкани.
Указом Президиума Верховного Совета СССР от 24 марта 1945 года за «образцовое выполнение боевых заданий командования на фронте борьбы с немецкими захватчиками и проявленные при этом отвагу и геройство» гвардии младший сержант Николай Кучерявый посмертно был удостоен высокого звания Героя Советского Союза. Также посмертно был награждён орденом Ленина. Навечно зачислен в списки личного состава воинской части.

## Память
В честь Кучерявого названы улицы в Мазуровке и посёлке Гвардейское Новомосковского района Днепропетровской области Украины, установлен бюст в Мазуровке, названы школы в Мазуровке и Тульчине.